# Geschiedenis van de landbouw

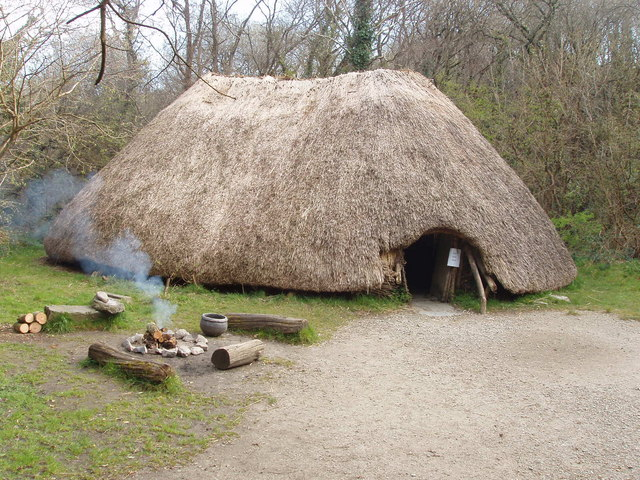
Ierse boerenhut zoals die er 4000 jaar v.Chr. uitgezien kan hebben

De geschiedenis van de landbouw begint met het ontstaan van de landbouw, hetgeen op verschillende plaatsen op de wereld onafhankelijk van elkaar gebeurde. Het belang van de ontwikkeling van de landbouw is voor de mens slechts vergelijkbaar met de industriële revolutie vele millennia later. Hoewel het effect op het individu over het algemeen beperkt was, veranderden samenlevingen op de lange termijn drastisch door de overgang naar landbouw. Dit is onder meer te zien aan de omvang van de wereldbevolking. Terwijl er aan het begin van de neolithische revolutie zo'n 1 tot 10 miljoen mensen rondliepen, overschreed de wereldbevolking in 2022 de 8 miljard.

## Voor de landbouw
Meer dan 99% van haar geschiedenis leidde de mensheid het bestaan van nomadische jager-verzamelaar. Deze jager-verzamelaars maakten jacht op dieren en zochten wilde planten om te eten. 
Met het aflopen van de laatste ijstijd en de ontdekking van methodes om voedsel te conserveren, begon de bevolking rond 10.000 voor Christus sterker te groeien. Om gebruik te maken van zich zo nu en dan voordoende voedseloverschotten begon men zich langer op een plek te vestigen. Sporen van zalmvisserij van circa 6000 voor Christus geleden zijn teruggevonden aan de westkust van Noord-Amerika, terwijl de Inuit de techniek van de walvisjacht rond de Arctis verspreidde. Een andere cultuur, het Magdalénien in Zuid-Frankrijk en Noord-Spanje, maakte gebruik van de migratie van rendieren. De Natufische cultuur in de Levant begon wilde granen te oogsten en toen het droger werd, begon een deel van hen manieren te vinden om gewassen toch te laten groeien; de eerste vorm van landbouw.

## Ontstaan van de landbouw

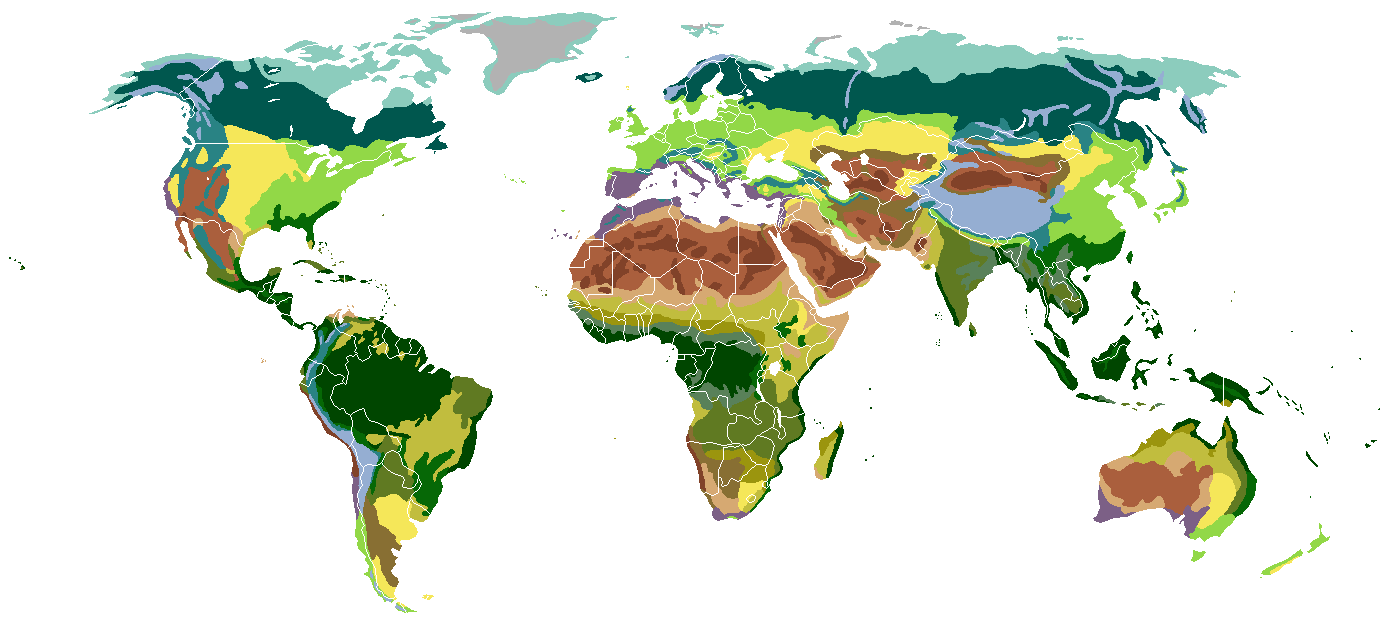
De mate van oost-westligging van de continenten is van invloed op de biomen en daarmee op de verspreiding van beschavingen.

Zoals vaker in de geschiedenis werden onder min of meer gelijke omstandigheden min of meer gelijke uitvindingen en ontdekkingen gedaan. Zo werd landbouw tussen 12.000 en 5000 jaar geleden op minstens zeven verschillende plaatsen vrijwel onafhankelijk van elkaar uitgevonden. De oudste vondsten die op landbouw duiden, zijn in Zuidwest-Azië gesitueerd. In Ohalo II in Israël zijn vroege aanzetten tot landbouw gevonden die gedateerd worden rond 23.000 BP, zo'n 12.000 jaar eerder dan algemeen wordt aangenomen. De overgang naar landbouw werd door Childe de neolithische revolutie genoemd en het belang voor de mens is slechts vergelijkbaar met de industriële revolutie vele millennia later. Waar de mens zich eerder al bovenaan de voedselpiramide had geplaatst, begon hij deze nu om te vormen naar zijn behoefte.
Het lijkt erop dat de overgang zeer geleidelijk was. Men vestigde zich al voor langere tijd op plekken waar voedsel in overvloed aanwezig was. Vaak waren dit randzones die veelal gekenmerkt worden door een grote biodiversiteit, waarna het een kleine stap zal zijn geweest om neolithische tuinen te onderhouden. Een sedentaire levenswijze maakte het mogelijk meerdere kinderen te onderhouden. Met de toegenomen bevolkingsdruk kon met jagen en verzamelen niet meer volledig worden voldaan aan de voedselbehoefte, wat een drijfveer was om over te gaan tot landbouw. Hoewel landbouw niet noodzakelijk efficiënter is, is de opbrengst onder de juiste omstandigheden wel groter. Dat betekende dan ook dat de bevolking verder kon groeien, waarna er vrijwel geen weg terug meer was, ook wel ratchet effect of pal-effect genoemd. Zo lopen de schattingen voor het begin van de neolithische revolutie zo'n 10.000 jaar geleden uiteen van 1 tot 10 miljoen mensen, terwijl de wereldbevolking rond het begin van de jaartelling tot tussen de 15 en 30 miljoen was gegroeid. Dit effect zou daarna nog diverse malen optreden.
Afhankelijk van het gebied en het aantal mensen, verschilde de vorm van landbouw. Zo is zwerflandbouw weinig arbeidsintensief, maar kan deze maar een kleine bevolking onderhouden. Permanente of droge landbouw en irrigatielandbouw kunnen veel grotere bevolkingsdichtheden ondersteunen, maar vooral de laatste vergt een aanmerkelijk grotere investering, zowel in arbeid als kapitaal, alsook een hoger organisatieniveau. Permanente landbouw stelt eisen aan het milieu, zoals zoutgehalte, bodemstructuur, voedelrijkdom, waterbalans en temperatuur. Zo vergt deze landbouw minimaal 200 mm tot 400 mm neerslag per jaar, afhankelijk van de spreiding van de neerslag. Zo zijn isohyeten te trekken waarbinnen droge landbouw mogelijk is, afhankelijk van de grond.
Bij zwerflandbouw volstond hakken en branden. Bosgebied werd ontgonnen tot landbouwgrond door verbranding. Dit zorgde voor een tijdelijk bemestingseffect. De boeren hadden een semi-nomadische levenswijze, omdat ze na een aantal jaar verder moesten trekken als de grond uitgeput was.
Landbouw en veeteelt betekenden het domesticeren van planten en dieren. De eerste granen bestonden waarschijnlijk uit voorouders van tarwe, gerst, gierst, rijst, rogge, haver en mais. Bij de geleidelijke overgang van jagen-verzamelen naar landbouw, trad een selectie op doordat de grootste zaden werden bewaard voor nieuwe uitzaai, het begin van de plantenveredeling. Voorouders van de tarwe zijn spelt en kamut. Sorghum en teff zijn grassoorten waarvan meel gewonnen wordt voor het maken van brood net als boekweit dat geen grassoort is.

Duizenden jaren na de hond werden de eerste grazers gedomesticeerd. In eerste instantie ging het hierbij vooral om het vlees, maar dit werd uitgebreid gedurende wat Sherratt de secundaire productenrevolutie noemde. Men begon daarbij ook wol en melk te gebruiken, alsook de arbeid die de dieren konden verrichten. 
Als trek- en lastdier vergrootten ze de productie- en transportmogelijkheden in belangrijke mate. De mens was echter niet alleen veelzijdiger dan een ezel, os en paard, maar ook relatief energie-efficiënt en kon daardoor met minder voedsel toe. Mankracht, veelal in de vorm van gedwongen arbeid, bleef dan ook lange tijd de belangrijkste vorm van arbeid.
Bij planten, dieren en zelfs mensen had de domesticatie genetische modificaties tot gevolg. Gedomesticeerde planten verspreidden zich relatief gemakkelijk in het oost-west gerichte Eurazië, maar in het noord-zuid gerichte Amerika en Afrika duurde dit langer door de aanpassingen die gemaakt moesten worden met de verandering van dagduur en temperatuur met de breedtegraad.

### Gevolgen
Landbouw veranderde de samenleving drastisch. Bij een vaste woonplaats hoefden de hulpmiddelen niet langer meegenomen te worden en konden zodoende zwaarder worden en in aantal toenemen, waarmee het begrip eigendom belangrijker werd. Huizen konden beter beschermen tegen weersinvloeden, terwijl onder meer ovens en weefgetouwen het leven aangenamer maakten. Ook werd het mogelijk om op grotere schaal conserveringsmethoden te gebruiken. Er waren ook nadelen verbonden aan de nieuwe manier van leven. De plaatsgebondenheid en intensiever contact met dieren vergrootte de vatbaarheid voor ziektekiemen en samen met hongersnood en oorlogen zorgde dit er voor dat de bevolking in deze periode niet snel in aantal toenam.
Veel sterker dan eerder kon de handel tot ontwikkeling komen. Specialisatie maakte het mogelijk dorpen te vormen met mensen die onttrokken konden worden aan de voedselproductie. Productie kon hierdoor toenemen en ambachtslieden konden meer produceren dan zij voor eigen gebruik ooit nodig hadden. Dit was slechts dan zinvol als er een afzetmarkt was die groot genoeg was. Als dit in de directe omgeving niet het geval was, kon handel gedreven worden door een vorm van transport op te zetten. Lange tijd was transport via water verreweg het efficiëntst, maar lastdieren werden ook veel gebruikt.

### Gereedschappen
De eerste boeren bewerkten de grond met werktuigen uit beenderen en geweien van dieren, of met primitieve sikkels met een handvat van hout of been en een blad van vuursteen. Later werd de hak uitgevonden, een soort zware schoffel. Dit type gereedschap is nog steeds in gebruik.

## Ontstaan van beschavingen
Zoals het leven van een landbouwer niet noodzakelijk beter is dan dat van een jager-verzamelaar, geldt dat ook voor de stedelijke samenleving tegenover de agrarische. Zo zijn steden lange tijd ongezonde plekken met een sterfteoverschot geweest, immigratie vanaf het omringende platteland moest daarbij voor compensatie zorgen. Specialisatie met verdeling van arbeid kwam ook met nadelen. Met de sociale differentiatie ontstond een ongelijkheid in welvaart die bij eerdere relatief egalitaire samenlevingen niet voorkwam. Toch kwamen uit landbouwsamenlevingen uiteindelijk beschavingen voort die de wereld zouden domineren. Deze beschavingen waren in staat tot organisatievormen waarbij de natuurlijke omstandigheden grootschaliger bewerkt konden worden en concurrerende samenlevingen over het algemeen beter bestreden.
De eerste aanzet was waarschijnlijk net als bij de overgang naar landbouw de bevolkingsdruk, die een efficiëntere landbouw noodzakelijk maakte. In het steppeklimaat was irrigatie noodzakelijk om landbouw te bedrijven. Voor irrigatielandbouw was een grote mate van collectieve sociale organisatie vereist, wat een sterk gecentraliseerd gezag met hiërarchische maatschappelijke verhoudingen voort kon brengen, door Wittfogel de hydraulische samenleving genoemd.

## China

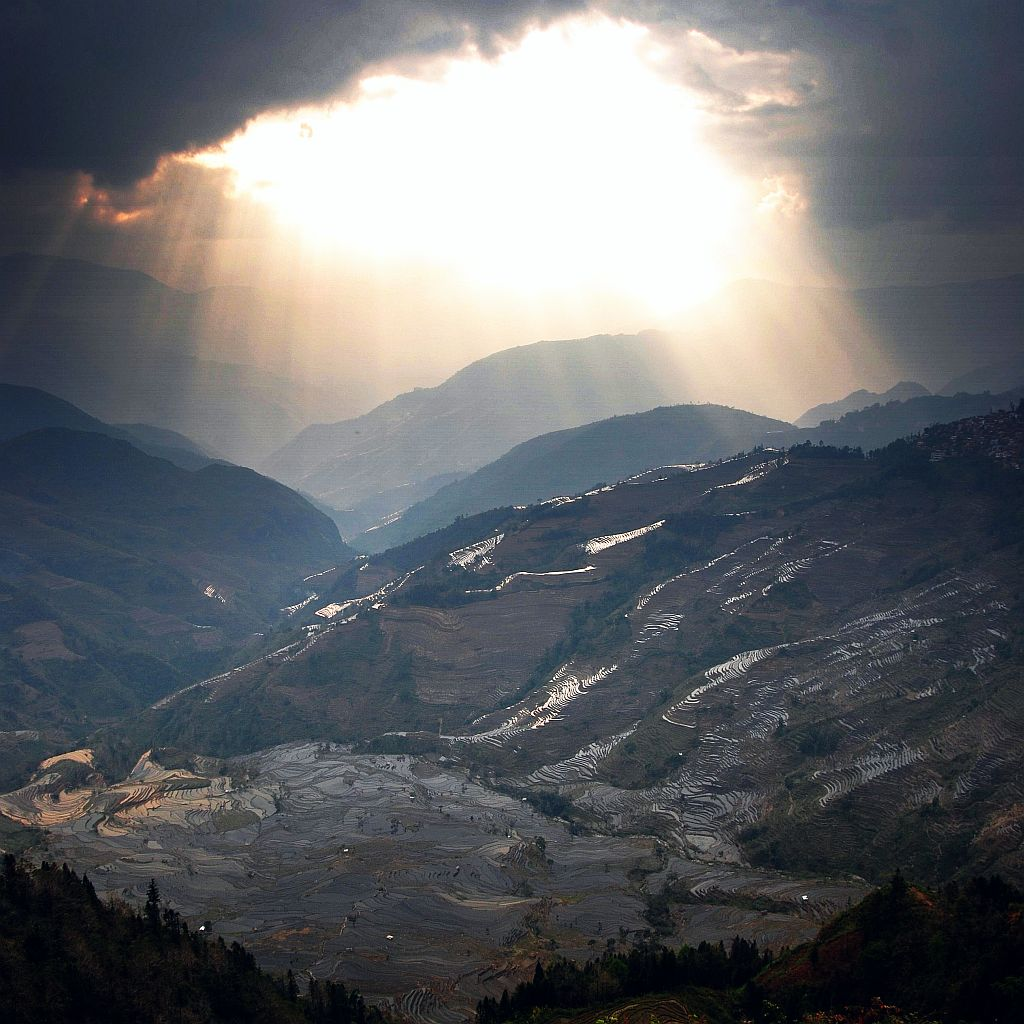
Rijstvelden hadden zowel op het landschap als op de politiek van Azië een grote invloed.

In China begon landbouw op het vruchtbare lössplateau. Steeds meer verdreef dit de alternatieve samenlevingen. De rijstcultuur in China was weliswaar arbeidsintensief, maar de zaaizaadfactor lag aanmerkelijk hoger dan die van andere granen. Met behulp van ijzeren werktuigen en ossen werd het mogelijk om grote beschavingen te ondersteunen en verspreidde de rijstcultuur zich over grote delen van Azië, om ook daar beschavingen te ondersteunen en staatsvorming te bevorderen.

## Middeleeuws Europa
Hoewel de Middeleeuwen soms wel gezien worden als een periode van stagnatie, was dit niet het geval op het vlak van de landbouw. Dankzij het door de Golfstroom milde klimaat met voldoende regenval gedurende het hele jaar kon de landbouwproductie in West-Europa gestaag groeien. Het drieslagstelsel maakte het daarbij mogelijk dat arbeid evenwichtig verdeeld kon worden over het jaar. Ook leverde dit meer haver op, zodat de met hooi genoegen nemende os kon worden vervangen door het paard. Deze kon door drie uitvindingen een veel grotere trekkracht leveren; het haam, de tandem en het hoefijzer.

Zware ijzeren keerploegen maakten het ondertussen mogelijk de landbouw uit te breiden van de lössgronden naar de met water verzadigde kleigronden. Hoewel dit net als de rijstvelden zeer arbeidsintensief was, had ook dit grote invloed op het landschap en de beschaving die ermee ondersteund kon worden.

Door dit alles kon de productiviteit tot driemaal hoger liggen dan mogelijk was rond de Middellandse Zee. Het resulterende overschot maakte handel mogelijk, terwijl er ook een klasse van krijgers van onderhouden kon worden die de boeren beschermde tegen dreiging van buitenaf.
Een andere verandering was daarnaast van groot belang. De zware keerploeg noodzaakte tot een span van wel acht ossen en aangezien kleine boeren niet zoveel ossen bezaten, moesten verschillende families samenwerken om het land te kunnen bewerken met deze nieuwe ploeg. De ploegspan is daarmee waarschijnlijk de basis geweest die de Europese samenleving in staat stelde om verbanden aan te gaan die niet familiegebonden waren. Waar in andere gebieden vertrouwen vaak gebaseerd was op familiebanden, ging men in Europa relatief gemakkelijk ondernemingen aan met medeburgers die geen familie waren. Het aantal mogelijke samenwerkingscombinaties nam daarmee sterk toe en zo ook de mogelijkheden van risicodeling. Privé-initiatieven konden daarmee sterk toenemen in grootte en aantal en grote projecten waren niet meer beperkt tot de staat of vermogende aristocraten. Dit kwam vooral tot uiting in de scheeps- en mijnbouw.

## Afrika
In Oost-Afrika waren het de uit het westen afkomstige Bantoevolken die landbouw begonnen rond het Grote Merengebied.

## Amerika
Ondanks grote geografische en culturele verschillen zijn er opmerkelijke overeenkomsten tussen de beschavingen die ontstonden in Mesopotamië en China en die in Amerika. Vroege samenlevingen maakten waarschijnlijk gebruik van neolithische tuinen in combinatie met visserij, maar om grote beschavingen te onderhouden, was ook hier landbouw noodzakelijk. Alle beschavingen in Amerika maakten gebruik van verhoogde landbouwvelden en irrigatie die net als de rijstvelden van Azië een grote invloed hadden op zowel het landschap als de politiek. Mais, bonen, kalebas en in Zuid-Amerika vooral de aardappel en quinoa waren de belangrijkste gewassen. De cultivatie in landbouwsamenlevingen lijkt dus ondanks de nodige verschillen tussen Amerika en Eurazië parallelle ontwikkelingen voort te hebben gebracht zonder dat onderling contact nodig was. Naast de geografische en klimaatbarrières en de kleiner bevolkingsomvang heeft het vrijwel ontbreken van last- en trekdieren een belangrijke invloed gehad op de eigen ontwikkeling van Amerika. Zonder trekdieren was het gebruik van de ploeg niet goed mogelijk, terwijl er zonder lastdieren geen pastorale samenlevingen konden ontstaan. Het resulterende verschil in ontwikkeling zou pas later duidelijk worden, maar stond ondertussen de opkomst van grootse beschavingen niet in de weg.

## Moderne Tijd
Rond de Vlaamse steden werd al in de zestiende eeuw het drieslagstelsel vervangen door het vierslagstelsel, waardoor het knelpunt van het drieslagstelsel, namelijk de braakliggende gronden, werd uitgeschakeld. Rapen, klaver, wortelgewassen en grassen gingen de graanteelt afwisselen en de braak vervangen. Door de teelt van voedergewassen kon het vee overwinteren op de grond, wat voor een betere bemesting zorgde. In dezelfde tijd begon de aardappelteelt, waardoor er een einde kwam aan de spanning tussen consumptie en productie. Boeren konden op zoek naar een tweede bron van inkomsten, waardoor de plattelandsnijverheid uit kon breiden. De grotere productie door de Britse agrarische revolutie in de achttiende eeuw was een van de voorwaarden die de industriële revolutie mogelijk maakte.
Eind negentiende eeuw werden de handgereedschappen en de door paarden getrokken werktuigen bij de grote Amerikaanse farms vervangen door machines die aangedreven werden door stoom. Die stoommachines maakten in de twintigste eeuw plaats voor krachtige, geavanceerde machines met een dieselmotor, zoals een tractor of een pikdorser/maaidorser. De ontwikkeling van verschillende soorten kunstmest, de landbouwmechanisatie en de groene revolutie maakten het mogelijk dat 3 procent van de Amerikanen de rest van het land van voedsel kon voorzien.
Na de Tweede Wereldoorlog gingen de Europese boeren het Amerikaanse systeem navolgen. Maar in Nederland en Vlaanderen hebben de steeds grotere en zwaardere landbouwmachines een slechte uitwerking op de bodem. Ten eerste wordt het grondwaterpeil kunstmatig laag gehouden, omdat die machines anders vastlopen. Verdroging is het gevolg. Daarbij komt, dat het gewicht van de machines de grond steeds meer samendrukt, waardoor deze moeilijker regenwater kan opnemen en waardoor het bodemleven wordt vernietigd. Dit proces brengt, samen met de klimaatverandering, de landbouw steeds meer in conflict met de rest van de samenleving.